# SV Sandhausen
SV Sandhausen este un club de fotbal din Sandhausen, Germania care evoluează în Regionalliga Südwest. Din 2012 până în 2023 a jucat în 2. Bundesliga.